# Candiano kanal
Candiano kanal, znan tudi kot kanal Corsini, je prekop, ki povezuje italijansko mesto Ravena z Jadranskim morjem. Zgrajen je bil v okviru gradbenega programa, ki ga je začel papež Klemen XII. v začetku 18. stoletja. Umetna vodna pot povezuje reki Monote in Ronco z Jadranskim morjem. Prekop, dolg 11 km, je največji umetni prekop v Italiji.

## Zgodovina

### Ozadje
Zgodovinsko gledano je mesto Ravena utrpelo epizode uničujočih [[poplave|poplav]g. Za boj proti tej težavi je mesto skozi stoletja zgradilo vrsto prekopov in vodnih poti, da bi preprečilo poplave rek Montone, Ronco in Candiano. Kronična težava mesta je predstavljalo tudi pomanjkanje pitne vode, saj so tri omenjene reke plitke, blatne in so kot take zagotavljale slabo pitno vodo. V 7. stoletju je bila reka Pad preusmerjena, kar je povzročilo, da je več usedlin odneslo navzdol v Raveno. Skozi stoletja je ta usedlina zamašila manjše kanale v mestu in povzročila, da se je obala razširila navzven, kar je motilo Ravensko pristanišče. Leta 1636 sta reki Montone in Ronco poplavili in uničili 140 zgradb v mestu. 

### Gradnja
Da bi olajšali pretok vode in povečali dostop do pristanišča, je bil v začetku 18. stoletja oblikovan načrt za nov prekop. Zgrajen je bil tako, da povezuje obstoječe prekope in tri ravenske reke. Ko bi bil končan, naj bi prekop segal 11 kilometrov do Jadrana. Gradnja je bila končana leta 1738. Kanal je bil poimenovan po papežu Klemenu XII., saj je takrat Raveno nadzorovala [[Papeška država]g. V tem času je bil zgrajen tudi drugi prekop, Panfilio (znan kot Canal Magne). V 18. stoletju so Candiano kanal poglobili in nekoliko skrajšali kot del projekta širitve infrastrukture, ki ga je začel Agostino Rivarola.
Gospodarski pomen Candiano kanala je upadel, potem ko so se v 19. stoletju širile železnice. Vendar pa je prekop še naprej oskrboval mesto in pristanišče Ravena. Pomen prekopa se je povečal, ko je pristanišče Ravena (ki je vsebovalo obrate za predelavo nafte) doživelo gospodarsko oživitev med naftno krizo leta 1973. Prekop je bil izkopan leta 2000 in leta 2008 poglobljen do globine 11,5 metra. 